# اداسیل
اداسیل (به فرانسوی: Adassil) در مراکش است که در marrakech-tensift-al haouz واقع شده‌است.

## خصوصیات
اداسیل ۷٬۲۱۹ نفر جمعیت دارد.